# Franz von Minutillo
Franz von Minutillo (ur. 4 stycznia 1840 w Nyíregyházie, zm. 9 stycznia 1916 w Grazu) – admirał Kaiserliche und Königliche Kriegsmarine, dowódca bazy marynarki w Poli. 

## Życiorys
Do Cesarsko-Królewskiej Marynarki Wojennej wstąpił 7 sierpnia 1857 roku. Brał udział w walkach morskich w wybrzeży Wenecji podczas wojny francusko-austriackiej 1859 roku. Po zakończeniu konfliktu awansował na stopień porucznika marynarki (niem. Linienschiff-fähnrich), a od 1862 roku służył w sztabie adm. Wüllersdorfa i pod jego rozkazami walczył w wojnie duńskiej. W trakcie wojny prusko-austriackiej uczestniczył w bitwie pod Lissą. Pełnił wówczas funkcję adiutanta adm. Wilhelma von Tegetthoffa na pokładzie okrętu pancernego SMS „Erzherzog Ferdinand Max”.  W trakcie bitwy wsławił się zdobyciem bandery włoskiej korwety „Palestro”. W latach 1868-1871 służył na fregacie SMS „Donau”, na której pokładzie odbył rejsy do Chin, Japonii i Ameryki Południowej. Na przełomie 1880 i 1881 roku służył w oddziale marynarki w Budapeszcie, a następnie, w stopniu komandora podporucznika (niem. Korvettenkapitän), dowodził kanonierką SMS „Sansego”. W 1884 roku przeniesiony do Departamentu Marynarki Wojennej Ministerstwa Wojny, a rok później, w stopniu komandora porucznika (niem. Fregattenkapitän) został szefem Wydziału IV, odpowiedzialnego za nadzorowanie budowy nowych okrętów. Po awansie na komandora (niem. Linienschiffskapitän) przeniesiony do arsenału marynarki w Poli. W latach 1889-1892 był marszałkiem dworu arcyksięcia Leopolda Ferdynanda Habsburga. Na przełomie 1892 i 1893 roku dowodził kolejno fregatami SMS „Radetzky” i SMS „Kronprinzessin Erzherzogin Stephanie”. W 1894 roku, po awansie na kontradmirała (niem. Kontreadmiral), został mianowany zastępcą dowódcy bazy marynarki w Poli, pełniąc jednocześnie funkcję dowódcy dywizjonu okrętów stacjonujących w bazie. W następnym roku objął funckję dowódcy okręgu Triest, którą pełnił do 1898, kiedy został dowódcą bazy marynaki w Poli. 30 października 1904 roku awansowany na stopień admirała, a niecały rok później przeszedł w stan spoczynku.

## Odznaczenia
Odznaczenia adm. Minutillo to między innymi:
- Kawaler Orderu Leopolda
- Kawaler Orderu Korony Żelaznej III klasy z dekoracją wojenną
- Medal Zasługi Wojskowej na wstędze Krzyża Wojskowego
- Medal Zasługi Wojskowej na czerwonej wstędze
- Medal Wojenny
- Medal Pamiątkowy Kampanii przeciwko Danii 1864
- Medal Jubileuszowy Pamiątkowy dla Sił Zbrojnych i Żandarmerii
- Odznaka za Służbę Wojskową II klasy
- Order Królewski Korony I klasy z brylantami (Prusy)
- Order Orła Czerwonego I klasy (Prusy)
- Order Orła Czerwonego II klasy (Prusy)
- Komandor Orderu Zasługi Świętego Michała (Bawaria)
- Komandor Orderu Alberta (Saksonia)
- Kawaler Orderu Leopolda (Belgia)
- Komandor Orderu Daniły I (Czarnogóra)
- Oficer Orderu Guadalupe (Meksyk)